# معركة موروبوتاموس
معركة موروبوتاموس (باليونانية: Μάχη τοῦ Μαυροποτάμου)‏ حدثت في عام 230 هـ / 844 م بين الإمبراطورية البيزنطية والخلافة العباسية، في موروبوتاموس (إما في شمال بيثينيا أو في كابادوكيا)، وذلك بعد محاولة عسكرية بيزنطية فاشلة لاستعادة إمارة كريت في العام السابق والتابعة لسُلطة الخلافة العباسية، وعلى إثر ذلك شن الجيش العباسي غارة على الأناضول حيث قاد الوصي على العرش البيزنطي ثيوكتيستوس الجيش المتجه لمواجهة الغزو العباسي لكنه تعرض لهزيمة ساحقة، كما انشق العديد من ضباطه باتجاه الخلافة العباسية، لكن الاضطرابات الداخلية منعت العباسيين من استغلال انتصارهم وبالتالي تم الاتفاق على هدنة وتبادل للأسرى في عام 845 تلاها وقف الأعمال العدائية لمدة ست سنوات، حيث ركزت كِلا الدَّولتين اهتمامهما في مكان آخر.

## الخلفية
بعد استعادة طقوس وعيد الأيقونات الأرثوذكسية في مارس 843 شرعت حكومة الإمبراطورية البيزنطية برئاسة الوصية على العرش ثيودورا والشعارات ثيوكتيستوس التحضير في هجوم مستمر على العدو السياسي والأيديولوجي الرئيسي للبيزنطيين المُمثلة بالخلافة العباسية و الإمارات التابعة لها وقد سهل هذا الموقف العدواني الاستقرار الداخلي الذي أحدثته نهاية الجدل حول حرب الأيقونات من جهة وشجعه من جهة أخرى الرغبة في الدفاع عن السياسة الجديدة من خلال محاولة تحقيق انتصارات على المسلمين الصَّاعدين.
أول حملة من هذا القبيل كانت محاولة لإعادة احتلال إمارة كريت بقيادة ثيوكتيستوس شخصياً ورغم تحقيقه مكاسب أولية جيدة، لكنها انتهت بكارثة، فبعد تحقيق انتصار على الحامية العباسية في جزيرة كريت، علم ثيوكتيستوس بشائعات مفادها أن ثيودورا تنوي تسمية إمبراطور جديد ربما شقيقها بارداس، سارع ثيوكتيستوس إلى القسطنطينية لكنه اكتشف أن الإشاعة كاذبة وبسبب غيابه قام العباسيون بهزيمة الحامية البيزنطية في كريت واستعادة السيطرة على الجزيرة.

## المعركة
في عام 844، وفقاً لمصادر بيزنطية علم ثيوكتيستوس بقيام العبَّاسيُّون بغزو أجزاء من أراضِ الأناضول البيزنطية بقيادة الأمير عمر الأقطع على الأرجح الحاكم العباسي على ملطية، ورغم أن المصادر العربية لا تذكر هذه الحملة، لكن الباحث الروسي أليكساندر فاسيلييف عرَّفها برحلة استكشافية مسجلة في قصائد شعريَّة لأبو تمام والبحتري بقيادة القائد العباسي العسكري أبو سعيد ووقعت في عهد ثيودورا. ومن المرجح أن يشارك حاكم المدينة عمر الأقطع لأنه وإن كان يحكم بشكل فعليّ المدينة إلا أنه لطالما ساعد العباسيين في غاراتهم ضد البيزنطيين. وبحسب الروايات العربية تألفت القوات التي يقودها أبو سعيد من رجال من الإمارات الحدودية في قاليقالا (أرضروم حالياً) وطرسوس، حيث اتحدت القوات العربية المتطوعة في أردندون (ربما يُقصد به حصن روداندوس الحدودي) قبل أن تداهم المناطق البيزنطية في كابادوكيا وأنطالوك وبوكيلاريون وأوبوسكيون حيث قام العباسيون بنهب ضورليم ووصلوا حتى شاطئ البوسفور.
وقد شعر البيزنطيون بالتهديد المباشر من جراء الهجوم العباسي، فقاد ثيوكتيستوس الجيش البيزنطي لحملة ضد الغزاة العرب لكنه تعرض لهزيمة مُدويَّة في موروبوتاموس ("النهر الأسود"). حيث كان على الأرجح أحد روافد نهر صقاريا في بيثينيا أو من نهر قيزيل في كابادوكيا.
لم يعاني البيزنطيون من خسائر فادحة فحسب بل انشق العديد من كبار المسؤولين البيزنطيين وانضموا إلى الخِلافة العباسية.
وحينما عاد ثيوكتيستوس إلى القسطنطينية، ألقى باللوم على بارداس في الهزائم الأخيرة وقرر نفيه من العاصمة.

## ما بعد الكارثة
لم يتمكن العباسيون من استغلال نجاحهم في المعركة بسبب عدم الاستقرار الداخلي للخلافة وظهور الاضطرابات المُستمرة. وبالمثل فضل البيزنطيون تركيز قوتهم ضد الهجمات المستمرة على جزيرة صقلية من قبل الأغالبة. وقد تم إرسال سفارة بيزنطية إلى بغداد عام 845 حيث لقيت ترحيباً حاراً، كما رد العباسيون بإرسال سفارة إلى القسطنطينية حيث اتفقت الدولتان على هدنة وتبادل الأسرى مع استثناء تسليم الجنرالات المنشقين عن البيزنطيين واعتبارهم مواطنون في دولة الخلافة، حيث عقد الاتفاق في نهر لاموس في قيليقية 16 سبتمبر 845، وقد حدثت غارة شتوية شنها حاكم طرسوس العربي بعد فترة وجيزة من المعركة إلا أنها بعد ذلك بقيت الحدود العربية - البيزنطية هادئة لمدة ست سنوات.